# Plana Baixa
Plana Baixa Spanyolországban, Valencia Castellón tartományában található comarca. Plana Baixa Alcalatén, Alto Mijares, Alto Palancia, Camp de Morvedre és Plana Alta comarcákkal határos. Lakosainak száma 199 820 fő (2024).
Itt az öntözéshez felhasznált víz nagy hányadát a Millars folyó adja.

## Önkormányzatai
| Önkormányzat               | Lakosság | Terület | Népsűrűség      |
| -------------------------- | -------- | ------- | --------------- |
| Villarreal                 | 51 168   | 55,10   | 928,63          |
| Burriana                   | 35 433   | 47,20   | 750,69          |
| Vall de Uxó                | 32 864   | 67,10   | 489,77          |
| Onda                       | 25 704   | 108,40  | 237,12          |
| Nules                      | 13 693   | 50,50   | 271,14          |
| Moncófar                   | 6 348    | 14,50   | 437,79          |
| Almenara                   | 6 102    | 27,60   | 221,08          |
| Bechí                      | 5 890    | 21,40   | 275,23          |
| Alquerías del Niño Perdido | 4 433    | 12,60   | 351,82          |
| Villavieja                 | 3 321    | 6,20    | 535,64          |
| Chilches                   | 2 844    | 13,60   | 209,11          |
| Artana                     | 1 990    | 36,30   | 54,82           |
| Ribesalbes                 | 1 342    | 8,60    | 156,04          |
| La Llosa                   | 951      | 10,00   | 95,10           |
| Eslida                     | 936      | 18,10   | 51,71           |
| Tales                      | 890      | 14,50   | 61,37           |
| Alfondeguilla              | 881      | 28,30   | 31,13           |
| Sueras                     | 672      | 22,20   | 30,27           |
| Alcudia de Veo             | 229      | 30,70   | 7,45            |
| Ahín                       | 141      | 12,30   | 11,46           |
| Összesen                   | 195 382  | 605 km² | 323,68 hab./km² |